# Armark River
Der Armark River ist ein etwa 160 km langer Zufluss des Queen Maud Gulf in Nunavut in Kanada.

## Flusslauf
Der Armark River verläuft in den Regionen Kivalliq und Kitikmeot. Er hat seinen Ursprung im 170 m hoch gelegenen See Armark Lake. Von dort fließt er in überwiegend nördlicher Richtung zum Queen Maud Gulf. Der Armark River durchfließt die Tundralandschaft des Kanadischen Schildes. Der Flusslauf des Armark River sowie dessen Ursprungssee liegen im Vogelschutzgebiet Ahiak Migratory Bird Sanctuary. Weiter östlich verläuft der Simpson River, weiter westlich der Pitok River.